# Luilekkerland

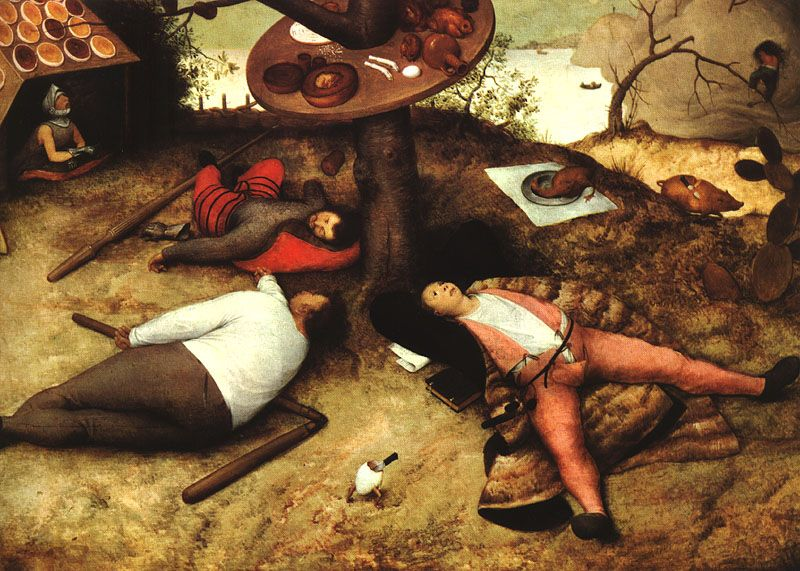
Luilekkerland (Brueghel, 1567).

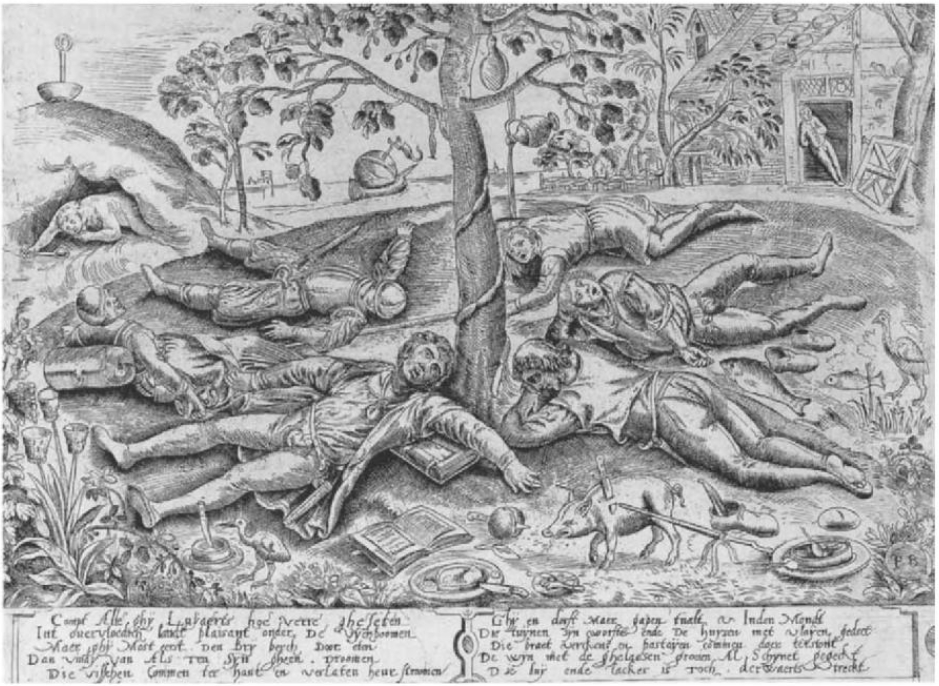
Ets van Pieter Balten.

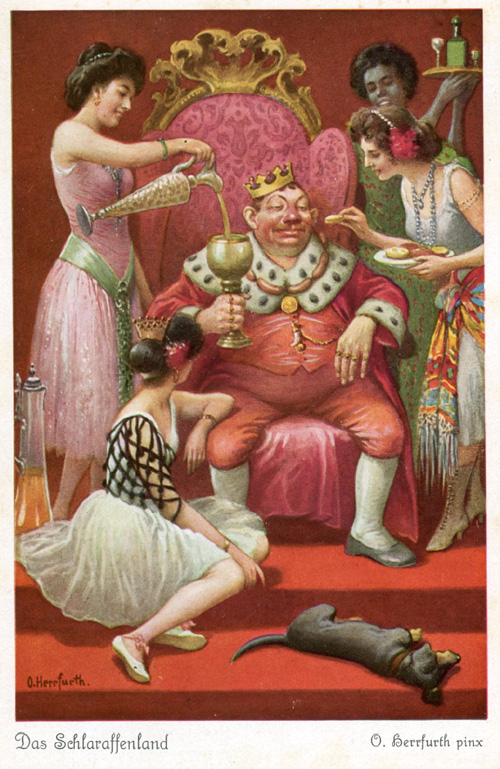
Een briefkaart die het Duitse sprookje Schlaraffenland verbeeldt.

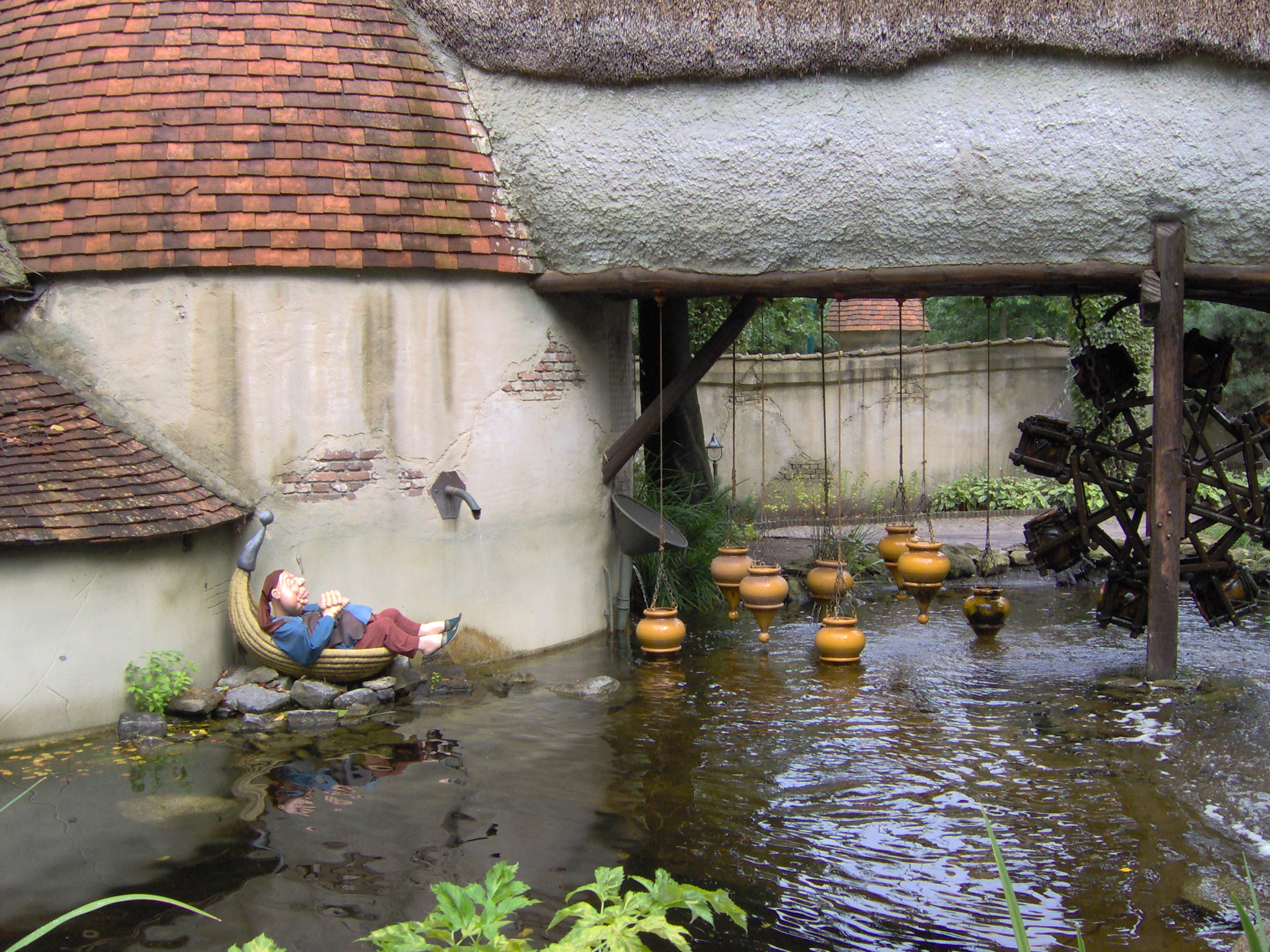
Lal's Brouwhuys in het Land van Laaf in de Efteling.

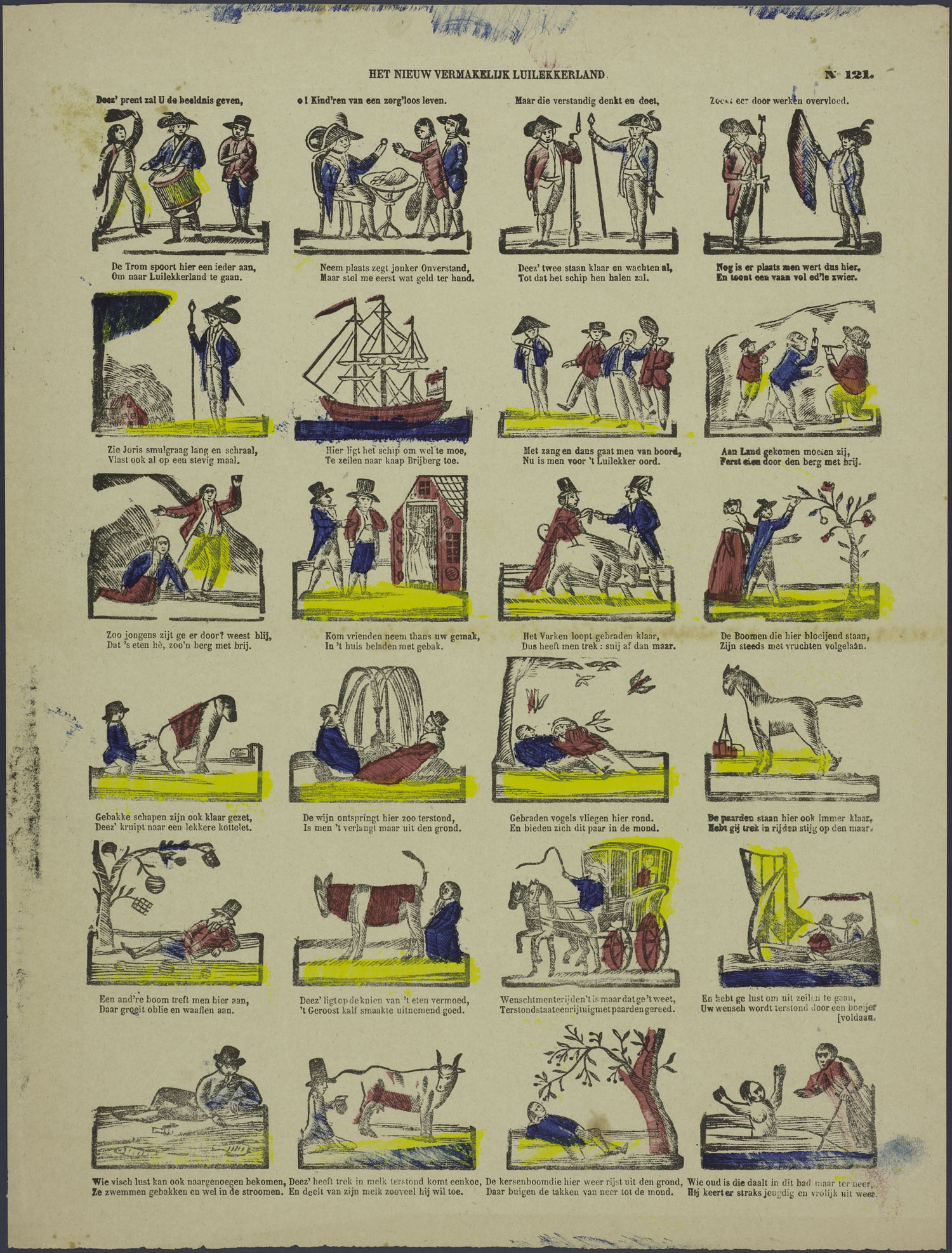
Het verhaal van Luilekkerland op een centsprent (ca. 1880).

Luilekkerland (ook: Lolland, land van Kokanje of het land van melk en honing) is een sprookjesland vol overvloedig eten en drinken, ontsproten aan de middeleeuwse fantasie in West-Europa. Men hoefde in Luilekkerland niet te werken, men kon de hele dag luieren en lekker eten. Het sprookje van Luilekkerland is in essentie geen verhaal met een narratieve plot, maar eerder een opsomming van heerlijkheden, al wordt de vertelling soms wel in de vorm van een utopisch reisverslag gegoten.
Luilekkerland-verhalen zijn in de Lage Landen het vroegst overgeleverd in Middelnederlandse rijmteksten uit de 15e en 16e eeuw. Luilekkerland heet dan nog Cockaengen. Het woord stamt uit het Oudfrans en betekent zoveel als 'het land van de honingkoeken'. De oudst bekende tekst waarin de naam voorkomt, is een Latijns lied uit de 'Carmina Burana' (begin 13e eeuw).

## Beschrijving
In de Middeleeuwen, waarin nog vaak hongersnoden en andere ontberingen voorkwamen, was Luilekkerland een aantrekkelijk droomland. De gebraden ganzen vlogen door de lucht, de pannenkoeken groeiden aan de bomen en de rivieren waren van limonade. Om er te komen, moest men zich naar verluidt eerst door een rijstebrijberg heen eten. Andere bronnen meldden dat Luilekkerland te vinden was drie mijl achter Kerstmis.
Op het schilderij van Pieter Brueghel de Oude zien we zijn visie op het Luilekkerland: bovenaan rechts zien we iemand die zich een weg door de rijstebrijberg baant, en dan zien we drie personen die onder een boom liggen te rusten. Van links naar rechts: de soldaat, de boer en de klerk/leraar. Dit symboliseert dat iedereen in Luilekkerland gelijk is.
Over het land wordt verteld in Het sprookje van Luilekkerland (KHM158) dat is opgetekend door de gebroeders Grimm in Kinder- und Hausmärchen. In dit sprookje ligt de nadruk op het onmogelijke, zoals twee duiven die een wolf verscheuren, muggen die een brug bouwen en vissen die lawaai maken.
De naam werd nogal eens overdrachtelijk gebruikt voor plaatsen waar men in voorspoed leefde. Zo is het Drentse dorp Koekange naar Luilekkerland (Cocagne) genoemd, om de veenontginning in een positief daglicht te stellen en troost te bieden tegen de bitterheid van het dagelijks bestaan. Het Utrechtse dorp Kockengen kreeg deze aantrekkelijke naam van de Bisschop van Utrecht om ontginners naar het natte gebied te lokken tijdens de Grote Ontginning.
In de moderne tijd verbeterde de voedselvoorziening en werd Luilekkerland niet meer dan een verhaal voor kinderen. Efteling-ontwerper Ton van de Ven liet zich door Luilekkerland inspireren bij het ontwerpen van de Laven. Vroege ontwerpschetsen voor het dorpje van de Laven tonen dan ook allerlei bouwsels versierd met taarten en koekjes. Annie M.G. Schmidt schreef een kinderversje over het land. Ook in haar boek Ibbeltje is een verhaaltje aan Luilekkerland gewijd.
Een Napolitaanse traditie, uitgebreid tot andere Latijnse culturen, is de Luilekkerlandpaal, een horizontale of verticale paal met een prijs, bijvoorbeeld een ham op een einde. De paal is bedekt met vet of zeep en wordt geplant tijdens een festival. Dan proberen mensen de glibberige klim naar de prijs. Het publiek lacht om de vaak mislukte pogingen de paal te beklimmen. Francisco Goya, maakte een schilderij van dit gebruik met de titel La Cucaña.

## Soortgelijke verhalen
Een soortgelijk verhaal is dat van het Schip van Sinternuit. Als matrozen dit schip in moesten, dan gingen ze als jonge man naar boven en kwamen als grijsaard naar beneden. In de mast was daarom een herberg waar ze konden overnachten. Er grazen daarboven ook koeien, voor het vlees, anders zouden ze verhongeren.
Ook in het leugenliedje Er was een oorlogsschip is het vlees goedkoop en gebeuren er andere wonderbaarlijke dingen. Zie ook het narrenschip.
El Dorado is een mythisch goudland dat zou zijn gelegen in Zuid-Amerika. In het Marokkaanse sprookje Onderdeurtje bouwen broers huizen met muren van honing en koekjes en willen een gemakkelijk leven leiden.

## Wetenswaardigheden
- Edward Elgar componeerde in 1900 de ouverture Cockainge, met als ondertitel In London Town. Een grappenmaker uit zijn tijd zei tegen Elgar dat de titel zou verwijzen naar cocaïne. Elgar grapte terug dat ether ook voldeed.[4]
- In het boek Ole de torenwachter komt een Luilekkerlandsmast voor.
- Puk en Muk wonen in het huis van Klaas Vaak, in het derde straatje achter Luilekkerland.